# (29347) Natta
(29347) Natta est un astéroïde de la ceinture principale.

## Description
(29347) Natta est un astéroïde de la ceinture principale. Il fut découvert le 5 mars 1995 à Colleverde par Vincenzo Silvano Casulli. Il présente une orbite caractérisée par un demi-grand axe de 2,54 UA, une excentricité de 0,02 et une inclinaison de 5,4° par rapport à l'écliptique.

## Compléments